# Muriaé (gemeente)
Muriaé is een gemeente in zuidoosten van de staat Minas Gerais, Brazilië. Het is gelegen in de regio Zona da Mata en de bevolking in 2022 (IBGE) bedroeg ongeveer 104.108 inwoners.

## Belangrijke feiten
- Gemeentelijke grenzen

Ervália, Santana de Cataguases, Laranjal, Palma, Miraí, São Sebastião da Vargem Alegre, Rosário da Limeira, Miradouro, Vieiras, Eugenópolis, Patrocínio do Muriaé en Barão de Monte Alto.
- Economie

Industrie, landbouw (kokos en koffie), diensten en veeteelt
- Gemiddelde jaartemperatuur – 26 °C
- Hoogte – 209 m
- Oppervlakte – 843,9 km²
- Afstand vanaf Belo Horizonte – 363 km

Het bevindt zich op het kruispunt van twee belangrijke snelwegen, BR-116 (Rio-Bahia) en BR-393.

## Onderwijs
De stad heeft drie instellingen voor hoger onderwijs:
FAFISME – Faculteit Wijsbegeerte, Wetenschappen en Letteren Santa Marcelina – 
FAMINAS – Faculdade de Minas – 
UNIPAC – Universiteitsvoorzitter Antonio Carlos 

## Opmerkelijke mensen
- Ney Mineiro (geboren 1981), Braziliaanse voetballer